# Твердохлєбова Ольга Іванівна
Твердохлєбова Ольга Іванівна (10 грудня 1923 м. Вінниця — 24 березня 2025, м. Вінниця) — почесний ветеран Другої світової війни, почесний ветеран України, полковниця МВС у відставці, розвідниця.

## Життєпис
Ольга Іванівна Твердохлєбова народилася 10 грудня 1923 р. в м. Вінниці. У 1941 році закінчила школу у Первомайську Миколаївської області. Вступила до Ленінградського вищого військово-інженерного училища зв'язку. Спочатку її не взяли, бо не було 18 років, потім виправила дату народження в паспорті з 1925 на 1923 рік. Її відібрали у спеціальний польський взвод. Вона добре говорила українською, а згодом почала вчити ще й польську. Між річками Урал і Чаган був майданчик, на якому дівчата проходили повітрянодесантну підготовку та робили тренувальні стрибки з парашутом. За час спеціалізованої підготовки Ольга зробила 11 стрибків. В училищі розвивали пам'ять, вивчали Закон Божий, навчали молитви. Навчатися в Ленінградському військовому училищі зв'язку було нелегко:
спали кілька годин, кожного ранку бігали по 5-10 кілометрів з усім обмундируванням. Найважчим був крос на лижах. Були й інтелектуальні тренування — потрібно було вивчити азбуку Морзе, іноземну мову та вміти швидко описувати людину за зовнішніми ознаками.

## Участь у Другій світовій війні
Війна розпочалася зустріччю світанку після випускного вечора у школі, в небі з'явились німецькі бойові літаки. Усі подумали, що проходить військове навчання, а вже о дванадцятій годині дня міністр закордонних справ В'ячеслав Молотов повідомив, що Німеччина, не оголосивши про початок війни, розпочала бойові дії. Наступного дня 16-річна дівчина та усі її друзі вже були у воєнкоматі. На початку війни жінок на фронт не брали. Тільки пізніше вищі навчальні заклади почали готувати дівчат до бойових дій. Ольга Іванівна із Первомайська переїхала до тітки в Ленінград. Планувала вступати до університету. Але німецькі повітряні сили постійно бомбардували північну столицю Росії, тому навчання довелося відкласти.
Дівчат закидали в тил противника групами по троє — у цивільному вбранні, з надійними, хоч і підробленими документами. Завдання було — дізнатися про місцезнаходження німецького підземного оборонного заводу, який був у трикутнику Краків — Жешув — Чистий Хоп, та передати координати. Виконуючи завдання, Ользі Іванівні вдалося з'ясувати розташовання заводу під будинком шпиталю. Розвідниці збирали інформацію й передавали її командуванню, а потім поверталися через лінію фронту вже своїм ходом — пішки, через бойові порядки німців та нейтральну територію на самій лінії зіткнення. Дівчата знайшли завод, передали інформацію в Центр і вже поверталися до своїх, коли були помічені німцями. Саме там загинули бойові подруги Ольги, Ліза і Люда, разом із якими вона розшукала замаскований під госпіталь завод із підземним виробництвом нової німецької зброї — фаустпатронів. Коли переходили лінію фронту, недалеко розірвався снаряд і Ольгу відкинуло та контузило. В руках у неї була затиснута ікона Божої матері. Вирва була ще гаряча. Коли закінчився бій, німців відігнали, забирали легко поранених в медсанбат, важко поранених — в госпіталь. І раптом один солдат почув, як гавкає собака із воронки. Вирішив піти поглянути. Він підходить, а пес сидить і лиже руку розвідниці. Ольгу Іванівну підняли і забрали у медсанбат. Там вона лежала день. Однак мамі уже прислали похоронку, що донька загинула. За успішну спецоперацію, Ольга отримала медаль «За відвагу» посмертно.
Після п'яти завдань, виконаних у тилу ворога на території Польщі, контузії та двох поранень, наприкінці війни була вже командиром маневреного взводу зв'язку.
Перемогу зустріла у Берліні біля Бранденбурзьких воріт і розписалась на них.

## Участь у російсько-українській війні
У перші дні повномасштабного вторгнення росії звернулася до військкомату і попросилася у снайпери. Зі зброєю в руках хотіла захищати Батьківщину від загарбників.

## Нагороди
- орден Червоної Зірки
- орден Вітчизняної війни II ступеня[7]
- нагрудний значок Ворошиловський стрілець[8]
- орден Богдана Хмельницького ІІІ ступеня
- орден «За мужність» ІІІ ступеня
- орден Княгині Ольги ІІІ ступеня
- медаль «За відвагу»
- медаль «За бойові заслуги»
- Почесний знак Вінницької міської ради «За честь і відвагу»
- Польський великий срібний орден «Річ Посполита»[9][6]

## Захоплення
Займалась зарядкою, гімнастикою (сідала на шпагат), мала феноменальну пам'ять (знала на пам'ять більше пів тисячі анекдотів, поеми Кобзаря «Катерину» та «Наймичку». У домі в неї велика власна бібліотека з різними книгами. Любила спорт і почуття гумору.